# Journal of Molecular Liquids
Das Journal of Molecular Liquids ist eine wissenschaftliche Fachzeitschrift. Sie wurde 1983 mit Ausgabe 25 gestartet und hieß von 1977 bis 1983 Advances in Molecular Relaxation and Interaction Processes. 1967 war sie unter dem Namen Advances in Molecular Relaxation Processes gegründet worden.
Gemäß dem Untertitel: an international journal devoted to fundamental aspects of structure, interactions and dynamic processes in simple, molecular and complex liquids beschäftigt sie sich mit chemischen Vorgängen in Flüssigkeiten aller Art.
Sie erscheint in englischer Sprache im Verlag Elsevier, Amsterdam. Der Online-Zugang ist über eine DFG-geförderte Nationallizenz freigeschaltet. Die Abkürzung für Zitate lautet J. Mol. Liq, die Standardnummern lauten ISSN 0167-7322 und 1873-3166 sowie ZDB-IDs 283557-5 und 1491496-7.

## Quelle
- https://bibliographie.ub.rub.de/retrieve/Journal/eb2487a9-dd45-4c14-96ba-359cdcdb2a96/